# ريكاردو فارغاس روجر
ريكاردو فارغاس روجر (بالإسبانية: Ricardo Fargas Roger) هو لاعب كرة قدم إسباني في مركز الهجوم، ولد في 24 مايو 1973 في مانريسا في إسبانيا. لعب مع نادي أوسبيتاليت ونادي جاز ونادي فياريال ونادي كاستييون ونادي ليغانيس.